# PFC Velbazhd Kyustendil
PFC Velbazhd Kyustendil é uma equipe búlgara de futebol com sede em Kyustendil.
Seus jogos são mandados no Osogovo Stadium, que possui capacidade para 13.000 espectadores.

## História
O PFC Velbazhd Kyustendil foi fundado em 1919.